# Tatort: Murot und das Prinzip Hoffnung
Murot und das Prinzip Hoffnung (im Vorspann nur Das Prinzip Hoffnung) ist ein Fernsehfilm aus der Krimireihe Tatort. Der vom Hessischen Rundfunk produzierte Beitrag ist die 1179. Tatort-Episode und wurde am 21. November 2021 im SRF, im ORF und im Ersten ausgestrahlt. Der Wiesbadener Kommissar Felix Murot ermittelt in seinem zehnten Fall.

## Handlung
In Frankfurt am Main werden in einer Mordserie Männer mit Genickschüssen getötet. Das dritte Opfer ist der ehemalige Philosophieprofessor Jochen Muthesius, bei dem Murot vor seiner Polizeiausbildung studiert hatte. Muthesius lebte seit dem Zerfall seiner Familie auf der Straße: Muthesius’ Ehefrau Edith hatte Suizid begangen, sein Sohn Paul schlägt sich als Literat und Comedian durch, und auch die Töchter Inga und Laura leben in unterschiedlichen Welten.
Vor jedem der Morde hatte Murot eine Warenlieferung erhalten, die er gar nicht bestellt hatte und die jeweils einen versteckten Hinweis auf das nächste Opfer enthielt.
Durch die Aussage einer Zeugin im Zusammenhang mit dem letzten Mord wird die Polizei auf das Auto von Franziska von Mierendorff, Nachbarin der Familie Muthesius, aufmerksam. Sie fährt zwar nicht mehr mit dem Fahrzeug, aber ihr Sohn Jürgen war vor einiger Zeit mit diesem Wagen in eine Geschwindigkeitskontrolle geraten. Er war früher eng mit Paul Muthesius befreundet, hat sich aber inzwischen rechtsextremen Kreisen angeschlossen. Von Mierendorff gibt an, zur Zeit der drei Morde bei einem Kameradschaftstreffen im Elsass gewesen zu sein. Noch während seiner Befragung durch die Polizei erfolgt ein vierter Mord, der der aktuellen Mordserie zugerechnet werden kann. Dabei hinterlässt der Täter die Waffe in einem Mülleimer. Es ist die Wehrmachtspistole von Jochen Muthesius, mit der er einmal auf seinen Sohn Paul geschossen hatte.
In seinem Testament hat Jochen Muthesius sein gesamtes Vermögen seiner Tochter Laura vererbt, die mit einer Stiftung ihres Vaters eine christliche Einrichtung für Obdachlose betreibt.
Nach dem vierten Mord ruft Murot den Täter über ein Fernsehinterview auf, doch ihn zu töten. Noch am selben Abend laden Inga und Paul Muthesius Murot in ihre Familienvilla ein. Dort kommt es zum Showdown: Paul und Inga bedrohen Murot, dem nicht verborgen geblieben war, wie zerrüttet die Verhältnisse im Hause Muthesius sind und dass die Kinder nicht nur mit ihrem ungeliebten Vater abgerechnet hatten, sondern mit den Morden ganz gezielt eine Botschaft an Murot senden wollten. Inga hatte sich schon als junges Mädchen in den Studenten Murot verliebt, der sie aber weder damals noch bei einem ungeplanten Wiedersehen vor einigen Jahren näher beachtet hatte. Nachdem sie gemeinsam mit ihrem Bruder, ihrer Schwester Laura und Jürgen von Mierendorff den Plan gefasst hatte, sowohl ihren Vater als auch Jürgens Mutter umzubringen, um an deren Vermögen zu kommen, wurde ihr klar, wie sie nun auch die Aufmerksamkeit von Murot erlangen konnte. Während Murot sich Ingas Beweggründe anhört, trifft Wächter ein, die mit gezogener Waffe ihrem Chef zu Hilfe kommen will, ihrerseits nun aber von Nachbar Jürgen von Mierendorff bedroht wird. Die drei wollen die Kommissare bei einem fingierten Einbruch erschießen. Dabei soll Laura Muthesius Jürgens Mutter töten. Murot gelingt es, Zwietracht zwischen Jürgen und den Geschwistern zu säen. Im Streit werden Inga und Paul tödlich getroffen und Jürgen außer Gefecht gesetzt. Wächter rettet in letzter Sekunde Murot und Franziska von Mierendorff das Leben, indem sie Laura in den Arm schießt.

## Hintergrund
Der Film wurde vom 27. Oktober 2020 bis zum 8. Dezember 2020 in Frankfurt am Main gedreht, darunter für das Obdachlosenmilieu in der Weißfrauen Diakoniekirche im Frankfurter Bahnhofsviertel sowie im Gemeindezentrum der Unitarier. Am 12. September 2021 wurde der Film beim 17. Festival des deutschen Films in Ludwigshafen gezeigt. Murots Erinnerungen an die Vorlesungen bei Prof. Muthesius, die er mit Wächter teilt, sind unterlegt mit dem Titel Wish You Were Here vom gleichnamigen Album der Band Pink Floyd.

## Kuriosa
Burkhard Kling, Leiter des Museums Steinau und des Brüder Grimm-Hauses, ist als patiencenlegender Verwirrter zu sehen.

## Rezeption

### Kritiken
„Das Problem ist, dass hier die vielen Anspielungen (Bloch! Orwell!! Pound! Milton! Eliot!) über Strecken als Zitatkanonade in den Plot geballert werden, ohne die Geschichte in ihrer inneren Logik voranzutreiben. Über Strecken sehr unterhaltsam, am Ende ziemlich überreizt, dieser Generationenkonflikt aus Frankfurt, der Stadt der Dichter und Banker.“

„Sonntagskrimi-Fälle mit Felix Murot (Ulrich Tukur) sind die Exoten unter den Tatorten, lecker wie bestelltes Essen vom Planeten Jupiter.“

### Einschaltquote
Die Erstausstrahlung von Murot und das Prinzip Hoffnung am 21. November 2021 wurde in Deutschland von 7,34 Millionen Zuschauern gesehen und erreichte einen Marktanteil von 22,3 Prozent für Das Erste.

### Auszeichnung
- 2021: Nominierung für den Filmkunstpreis und den Rheingold-Publikumspreis 2021 beim Festival des deutschen Films in Ludwigshafen.